# 彭晳與
彭晳與（1563年—1611年），字倩明，號晦虚，廣東廣州府南海县人。明朝政治人物、易五房進士出身。

## 生平
嘉靖癸亥（1563年）四月初四日生。萬曆七年（1579年）己卯科廣東鄉試舉人，十七年（1589年）己丑科三甲九十九名進士，礼部觀政，八月授任福建長樂知縣，修学宫，创青云路、道义门，皆捐俸爲之。岁荒，劝民出谷以赈，存活者万馀人。二十二年擢南户部主事，督理凤阳漕储，奸弊悉革。二十六年转员外郎，升本部郎中，二十八年升湖廣黄州府知府。三十二年考察調簡。三十六年調補廣西梧州府知府，三十七年迁雲南澂江道副使，移鎮临安。因征讨叛苗，皙与调兵转饷，积劳成疾，三十九年卒于官。长乐县有去思录，黄州、梧州建有生祠，澂江祀之名宦。

## 家族
曾祖彭悦祖。祖父彭廉。父彭细，生员。